# Concours du jeune footballeur
Le concours du jeune footballeur était une épreuve se déroulant en lever de rideau de la finale de la Coupe de France. Le concours consistait en une série d'épreuves jugées par des entraîneurs professionnels. 
Le premier concours a lieu en 1930. Cette épreuve fédérale est la première à l'intention des jeunes footballeurs. Elle est créée par les journalistes Gabriel Hanot et Marcel Rossini. 
La dernière édition se tient en 1979 et s'opère avec le concours de la société Adidas. 
Après sa disparition, la détection fédérale des jeunes footballeurs s'opère via la Coupe nationale "minimes" et l'Opération Guérin, existante depuis 1967, ainsi que par le Jeu Adidas, devenu Jeu Adidas - Coca-Cola dans les années 1980 puis Coca-Cola Foot Challenge dans les années 1990, et renommé Predator Cup à partir de 1999. 
La JAB de Pau compte trois vainqueurs du concours du jeune footballeur, en la personne de Jean-Michel Larqué, Dominique Vésir et Serge Torreilles. L'Aviron bayonnais Football Club compte deux vainqueurs avec Roger Lacaze et Christian Sarramagna. 

## Les vainqueurs
| - 1930 : Aimé Nuic - 1931 : Julien Buge - 1932 : Bernard Antoinette - 1933 : Paul Roussin - 1934 : Jean Lauer - 1935 : Jean-Marie Prévost - 1936 : Vandevelde - 1937 : Vandevelde - 1938 : Bardin - 1939 : Robin - 1942 : Leprévost - 1943 : Roger Lacaze - 1944 : Martin - 1945 : L. Nicolas - 1946 : Michel Croquet - 1947 : Pasik | - 1948 : Charles Ducasse et Jacques Grattarola - 1949 : Jean Saupin (2e : Raymond Kopa) - 1950 : Michel Leblond - 1951 : René Roperch - 1952 : Serge Bourdoncle - 1953 : Bernard - 1954 : Guy Gouttes - 1955 : James Sabourault - 1956 : Émile Mela - 1957 : Guy Sparza - 1958 : Jean-Pierre Destrumelle - 1959 : Ridel - 1960 : Jean-Pierre Guinot - 1961 : William Granier - 1962 : Yves Herbet - 1963 : Gérard Bobée | - 1964 : Jean-Michel Larqué - 1965 : Serge Dubreucq - 1966 : Thiebault - 1967 : Serge Chiesa - 1968 : Christian Sarramagna (2e : J-W Laurendeau) - 1969 : Michel Dupraz - 1970 : Gabriel Desmenez - 1971 : Dominique Vésir - 1972 : Léon Desmenez - 1973 : Antoine Battesti - 1974 : Bruno Rifflet - 1975 : Jean-Louis Lakiere - 1976 : Laurent Roussey - 1977 : Fabrice Poullain (2e : Thierry Goudet) - 1978 : Serge Torreilles - 1979 : Dominique Cloarec |

## Sources
- "Dimanche à Billancourt finale du concours du jeune footballeur" in Football (hebdomadaire), jeudi 26 octobre 1933, n°200.
- "A Roussin d'Enghien-Ermont la palme !" in Football (hebdomadaire), vendredi 3 novembre 1933, n°201.
- "Finale des 5e et 6e concours du jeune footballeur" in Football (hebdomadaire), jeudi 16 mai 1935, n°279.
- "Le Nordiste Prévost et le Lorrain Lauer, sont les lauréats du concours du jeune footballeur" in Football (hebdomadaire), jeudi 23 mai 1935, n°280.
- G. Ernault et J. Thibert, Mundial Football, Paris, ODIL, 1977, p.577 (palmarès complet de 1930 à 1977)
- Coll., Football 1980, Paris, L'Equipe, 1979, p.229 (palmarès complet de 1930 à 1979) - les éditions suivantes de cet annuaire (Football 1989, p.266, par exemple) stoppent le palmarès en 1979.